# Chionaema punctifasciata
Chionaema punctifasciata är en fjärilsart som beskrevs av Rothschild 1913. Chionaema punctifasciata ingår i släktet Chionaema och familjen björnspinnare. Inga underarter finns listade i Catalogue of Life.